# 萊克赫斯特 (新澤西州)
萊克赫斯特（英語：Lakehurst）是位於美國新澤西州海洋縣的自治市鎮。

## 人口
根據2020年美國人口普查的數據，萊克赫斯特的面積為2.56平方千米，當中陸地面積為2.32平方千米，而水域面積為0.24平方千米。當地共有人口2636人，而人口密度為每平方千米1,030人。